# ピエール・カリエ＝ベルーズ
ピエール・カリエ＝ベルーズ（Pierre Carrier-Belleuse、本名: Pierre Gérard Albert Carrier de Belleuse、1851年1月28日 - 1932年1月29日）はフランスの画家である。バレーダンサーを題材した作品を多く描いた。

## 生涯
パリで生まれた。父親は彫刻家のアルベール＝エルネスト・カリエ＝ベルーズで、兄に彫刻家、画家のルイ＝ロベール・カリエ＝ベルーズ(Louis-Robert Carrier-Belleuse:1848-1913)がいる。父親から美術を学んだ後、パリのエコール・デ・ボザールでアレクサンドル・カバネルに絵画を学んだ。1875年にサロン・ド・パリに初めて出展した。1887年のサロンで選外佳作を得た。主に女性の人物画を描いた。バレーダンサーを描いた作品はしばしばパリの新聞『フィガロ・イリュストレ』（Le Figaro illustré）誌に掲載された。
1889年のパリ万国博覧会の展覧会に参加し、銀メダルを受賞した。父親が重要なメンバーであるフランス国民美術協会の会員に1893年に選ばれ、国民美術協会の展覧会には毎年出展した。
1885年頃からパステル画をもっぱら描くようになり。1885年に作家、オノレ・ド・バルザックの親類の女性と結婚した。ドーバー海峡のコートドパール(Côte d'Opale)の風景も描き、パ＝ド＝カレー県のウィッサン(Wissant)の海岸の崖に上の邸を所有し、近傍の砂丘をしばしば描いた。ヴィッサンに住むアドリアン・ドゥモンとヴィルジニー・ドゥモン＝ブルトンの画家の夫妻らによって形成された画家のグループ、「ヴィッサン派」に数えられる。
1885年からパリのベルティエ大通りに住み、そこにはプラーク(記念板)が掲げられている。

## 作品

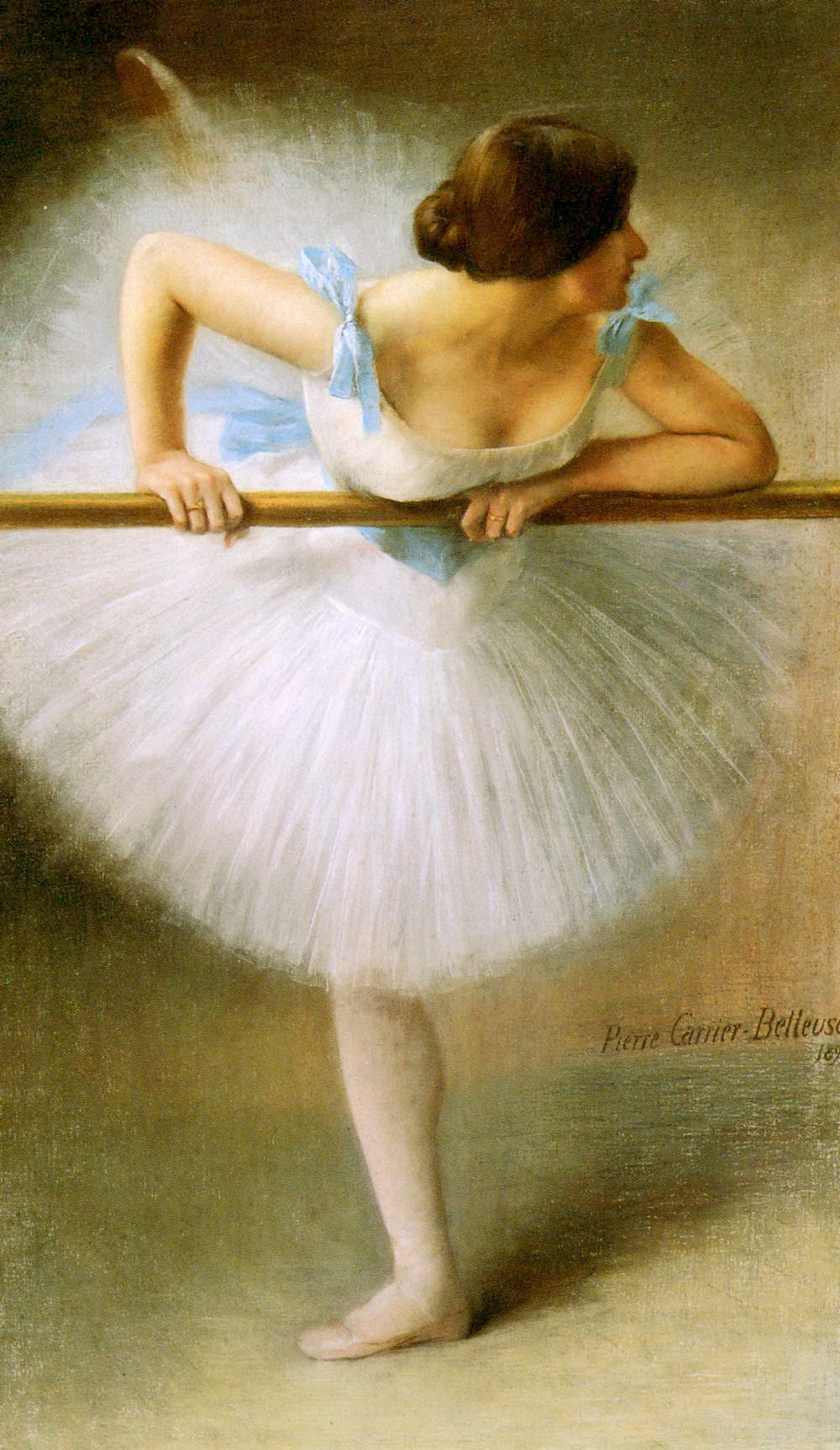
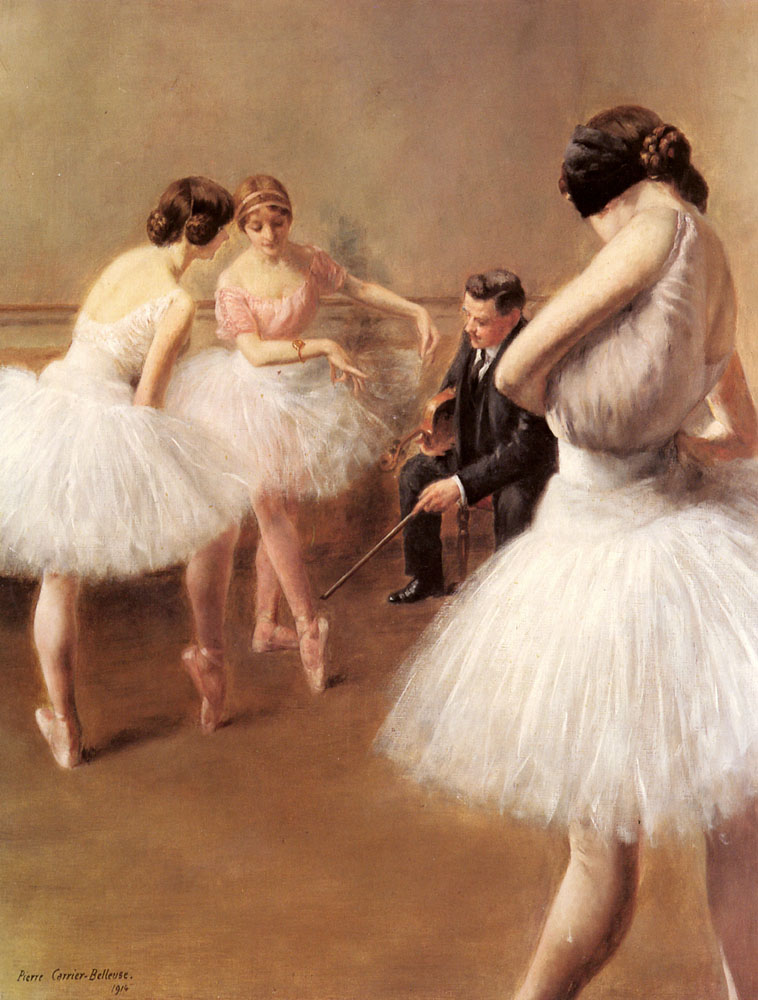
バレーの練習 (1914)
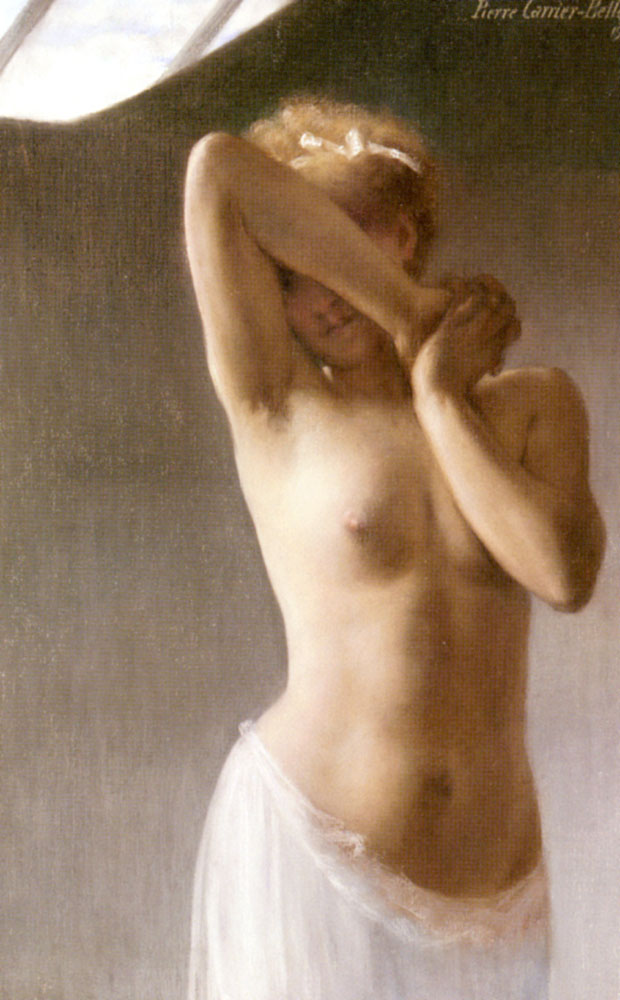
La Première Pose(1900)
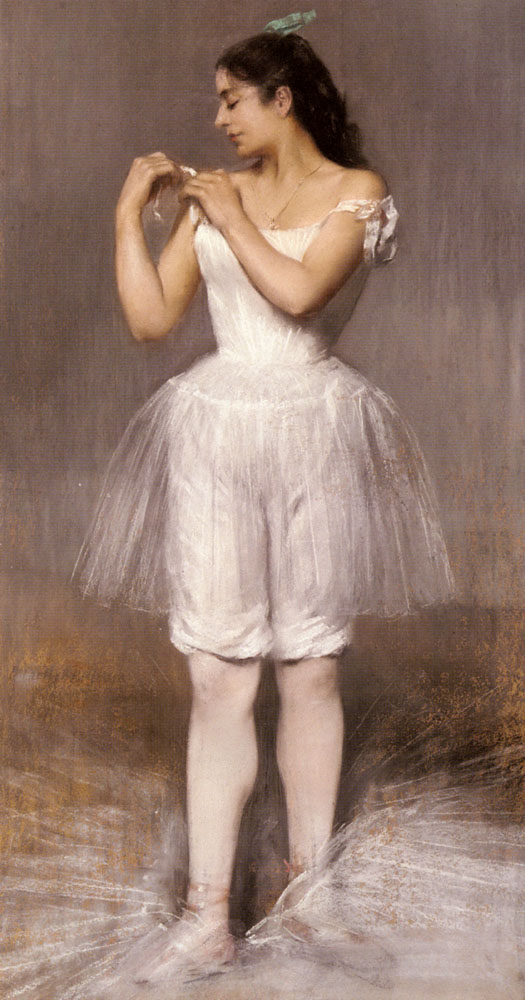
バレリーナ (1899)

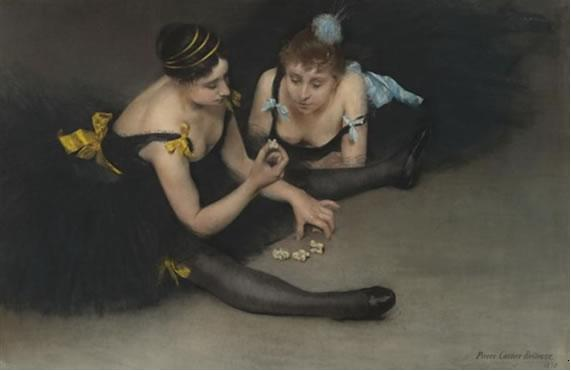
2人のバレリーナ
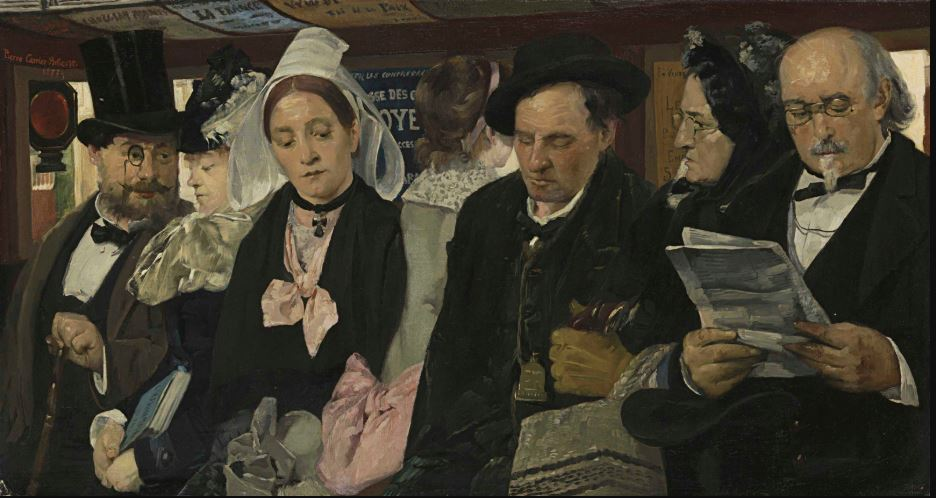
L'Omnibus
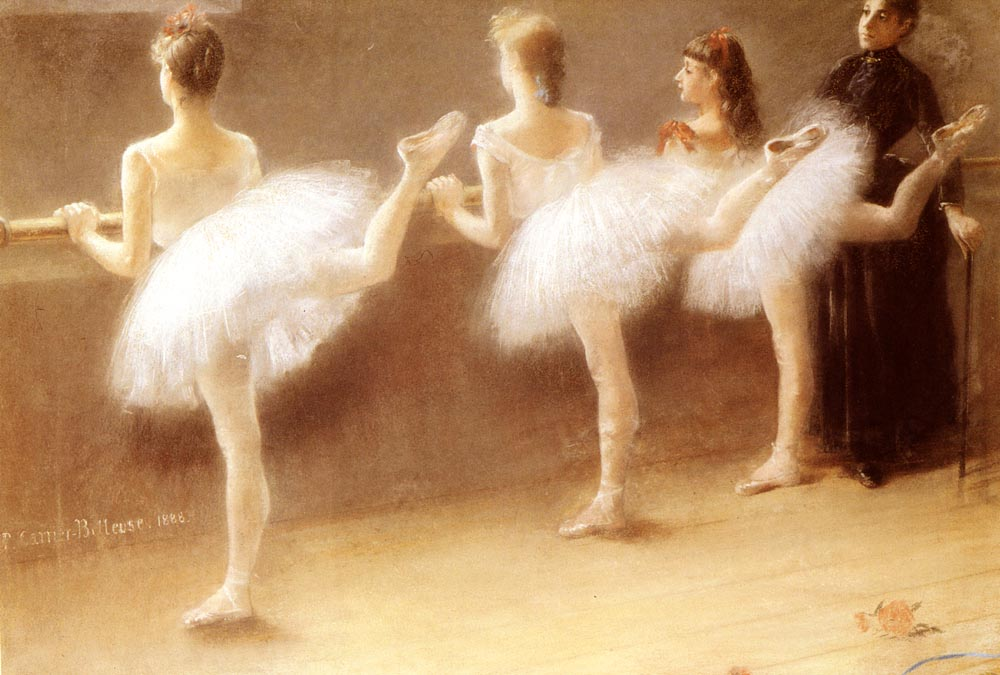